# Regeneration (Physiologie)

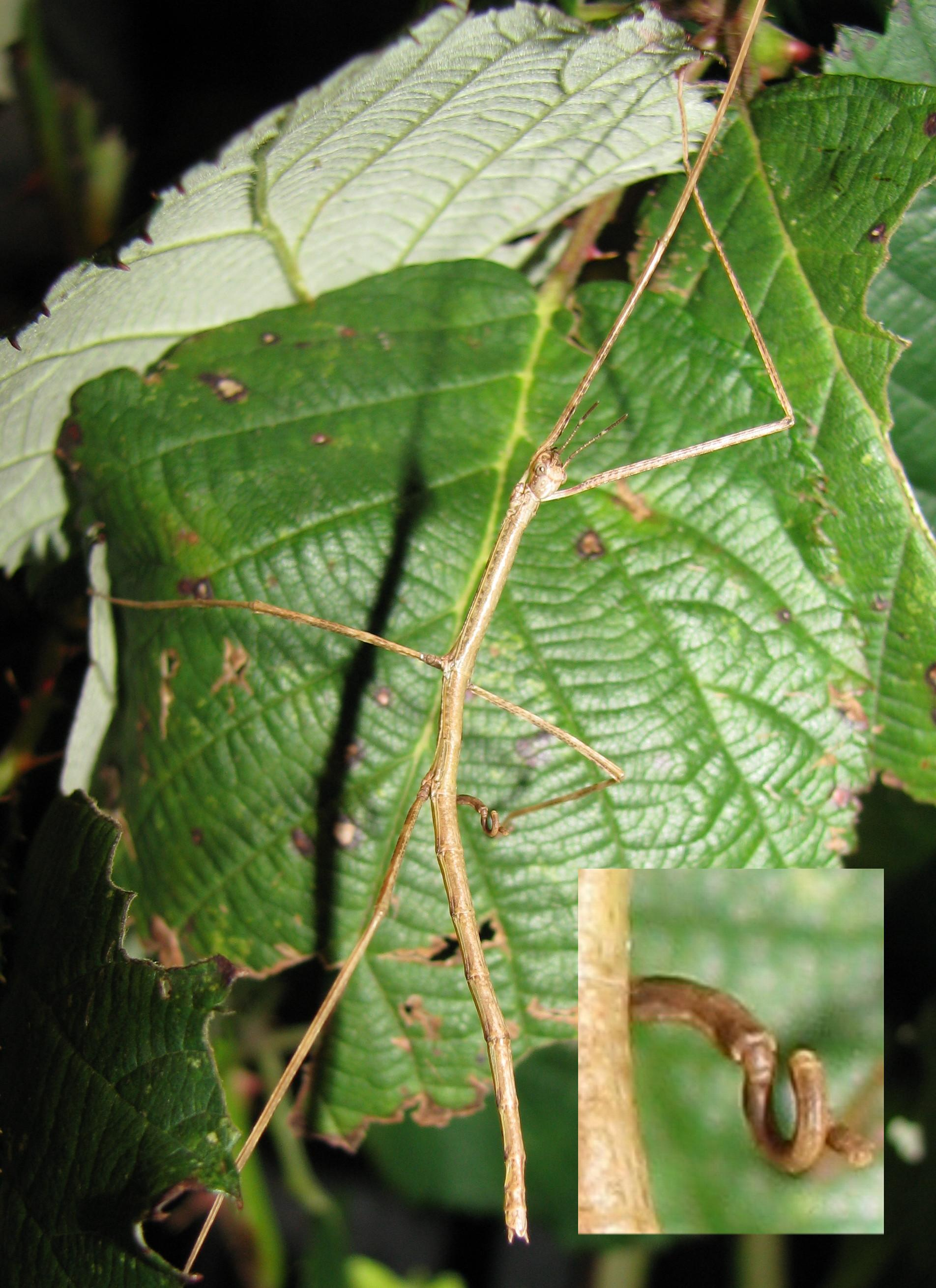
Regeneration des rechten Hinterbeins bei einer L 2 Larve der Riesenstabschrecke Phobaeticus serratipes

Unter Regeneration versteht man die Fähigkeit eines Organismus, verloren gegangene Teile zu ersetzen. Pflanzen sind dazu in der Lage, aber auch sehr viele wirbellose Tiere wie verschiedene Nesseltiere, Ascidien, Plattwürmer u. Ä. Das Gros der Wirbeltiere hat die Fähigkeit verloren, Organe und Gewebe zu regenerieren. Amphibien und Fische, wie z. B. die Molche, Axolotl und Zebrafische, sind zum Teil in der Lage, verlorene Gliedmaßen, Augen und auch Teile von inneren Organen zu regenerieren. Auch die Fähigkeit mancher Reptilien wie den Eidechsen, ihren Schwanz an einer Sollbruchstelle durch Muskelkontraktion abzuwerfen und anschließend (in reduzierter Form) wieder nachwachsen zu lassen, ist unter den Wirbeltieren eher selten.
Bei den Gliederfüßern ist die Fähigkeit, verloren gegangene Körperteile bei der nächsten Häutung teilweise zu ersetzen, weit verbreitet. Dabei wird je Häutung jeweils ein Stück mehr ersetzt als bei der vorangegangenen Häutung, so dass bei einer genügend großen Anzahl von Häutungen Körperteile auch vollständig ersetzt werden können. Die Anzahl der Häutungen ist aber in einigen Gruppen der Gliederfüßer begrenzt (z. B. bei den Insekten), so dass in diesen Fällen nach der letzten, häufig der Imaginalhäutung, keine weitere Regeneration mehr möglich ist.

## Typen von Regeneration
Es werden drei Typen von Regeneration unterschieden:
Epimorphose
Bei der Epimorphose werden vom Organismus die verloren gegangenen Teile durch Zellproliferation vollständig neu geformt. Beispiele für Epimorphose sind die Molche und Seesterne.
Morphallaxis
Bei der Morphallaxis werden die verloren gegangenen Teile durch Umordnen der vorhandenen Zellen neu gebildet. Es werden also keine neuen Zellen gebildet. Der Süßwasserpolyp Hydra vulgaris ist ein klassisches Beispiel für Morphallaxis.
Induktion
Bei der Regeneration durch Induktion handelt es sich um einen weitgehend experimentellen Ansatz, der auf die späten 1930er Jahre zurückgeht. Die gewebespezifische Regeneration wird hierbei durch die Applikation von Geweben (z. B. fein gemahlene Knochen) oder Materialien (z. B. Trypanblau) mit spezifischen induktiven Eigenschaften erzielt.
Bei Säugetieren ist neben der Regeneration die Hypertrophie ebenfalls sehr wichtig für die Wiederherstellung insbesondere von parenchymatösen inneren Organen. Ein Schlüsselelement der Hypertrophie innerer Organe ist die Zunahme an funktionaler Masse durch Zellvergrößerung und weniger die Wiedererlangung der äußeren Organform. Typischerweise tritt Hypertrophie nicht nur bei Beschädigung oder teilweiser Entfernung eines Organs auf, sondern gerade auch bei vermehrter funktioneller Beanspruchung.

## Mechanismus
Die Mechanismen, die eine Regeneration ganzer Gliedmaßen, Organe und sogar Teile des Gehirns ermöglichen, sind Gegenstand intensiver Forschung (Zu Beginn des 20. Jahrhunderts ermöglichte die biologische Erforschung von Regenerationsvorgängen den Ausbau der Wiederherstellungs- und Transplantationschirurgie). Der mexikanische Salamander Axolotl und der Zebrafisch sind aufgrund ihrer besonders weitgehenden Regenerationsfähigkeit diesbezüglich sehr beliebte Studienobjekte. Entgegen der bisherigen Annahme, dass sich nach einer Verletzung zunächst die umliegenden Zellen in sogenannte Alleskönner-Zellen (pluripotente Stammzellen) zurückentwickeln und im nächsten Schritt aus diesen alle neuen Zellen entstehen, haben neuere Forschungen ergeben, dass sich neue Gliedmaßen oder Organe aus Zellen entwickeln, die sich nur jeweils zu bestimmten Gewebetypen weiterentwickeln können. Mit anderen Worten produziert ein jedes Gewebe Vorläuferzellen (englisch progenitor cells), die nur über ein limitiertes Potential zur Rückentwicklung verfügen. Diese überraschende Entdeckung hat nach Ansicht der beteiligten Forscher bedeutende Konsequenzen für die regenerative Medizin. So zeigt das Ergebnis, dass für das komplexe Phänomen der Regeneration keine vollständige Dedifferenzierung der Zellen zurück zum pluripotenten Entwicklungsstadium erforderlich ist. Weiterhin ist die Anwesenheit von Makrophagen beim Regenerationsprozess notwendig. Im Gehirn der Zebrafische ist die Fähigkeit zur Regeneration von neuralem Gewebes nach einer Verletzung ausgeprägt, und Signale des Immunsystems sind notwendig und hinreichend, um die Regeneration auszulösen.